# Read-Through Cache
Read-Through Cache — шаблон проєктування для оптимізації використання кешу.

## Проблема
Аплікація застосовує кеш для оптимізації повторного доступу до даних. Однак дані час від часу оновлюються. Необхідно забезпечити спосіб підтримувати максимально актуальні дані в кеші.

## Вирішення
Створюємо сервіс обов'язком якого буде кешування. Він знає про розташування даних та оновлює кеш при потребі.

## Переваги та недоліки

### Переваги
- забезпечує часткову консистенцію даних при оптимізованому доступі
- забезпечує непередбачувану потребу в ресурсах. Дані поміщаються в кеш на вимогу
- система може працювати при несправності кешу. В такому випадку дані беруться зі сховища
- забезпечує збереження статичних даних. Кеш-сервіс реалізовує стратегії кешування в залежності від вимоги

### Недоліки
- не забезпечує повну консистенцію даних. Дані можуть бути оновлені, стороннім сервісом в той час як кеш міститиме застарілу інформацію
- нормалізовані дані. Аплікації потрібно провести додаткові операції над даними, щоб привести їх до потрібного формату

## Опис
1. Аплікація читаємо дані лише з кешу.
2. Кеш-провайдер забезпечує дані та їх валідність.

```
public
 
Data
 
GetUserData
()

{

	
return
 
_cache
.
GetData
(
DataType
.
Users
);

}

class
 
MyCache

{

    
public
 
List
<
RequestedData
>
 
_cachedData
;
    

    
public
 
GetData
(
DataType
 
dataType
)

    
{

        
if
 
(
_cachedData
.
HasCache
(
dataType
))

        
{

            
_cachedData
.
AddMissingKey
(
dataType
);
          

            
return
 
null
;

        
}

   

        
return
 
_cachedData
.
GetData
(
dataType
);

    
}

    
private
 
LoadMissingCache
()

    
{

        
new
 
Thread
(()
 
=>
 
{

               
_cachedData
.
Where
(
d
 
=>
 
d
.
IsMissing
).
ForEach
(
d
 
=>
 
_dataBase
.
Load
(
d
));

        
});

    
}

}

```